# Neophilydor
Neophilydor is een geslacht van zangvogels uit de familie ovenvogels (Furnariidae).

## Soorten
Het geslacht kent de volgende soorten:
- Neophilydor fuscipenne  – Donkervleugelbladspeurder
- Neophilydor erythrocercum  – Roodstuitbladspeurder